# Wie man den Vater in die Besserungsanstalt bekommt
Wie man den Vater in die Besserungsanstalt bekommt (Originaltitel: Jak dostat tatínka do polepšovny) ist die Fortsetzung des tschechoslowakischen Kinderfilmes Wie man einem Wal den Backenzahn zieht. Er hatte seine Premiere zu Weihnachten 1978 im tschechoslowakischen Fernsehen. Die deutsche Synchronisation für das Fernsehen der DDR erfolgte 1979.

## Handlung
Nachdem sich Vašeks Eltern im Winter wieder ineinander verliebt haben, steht im Sommer der erste gemeinsame Urlaub bevor. Luboš organisiert für alle drei Fahrräder und auf geht es von Prag Richtung Riesengebirge, unterwegs wird gecampt. Die Radtour ist für Mutter Anna recht anstrengend, so dass sie froh ist, endlich das Standquartier erreicht zu haben. Es entpuppt sich aber als eine Bruchbude, in der Luboš’ Vater allein nach dem Tod seiner Ehefrau lebt. Anna versucht Ordnung in die Männerwirtschaft zu bringen. In der Zwischenzeit bringt Luboš seinem Sohn heimlich auf dem Weg zum Einkaufen in das Dorf das Bergsteigen bei. Als sie beide auf dem Felsgipfel des Drachenzahnes erblickt, bleibt ihr fast das Herz stehen. Sie lässt die geplante und bereits von Luboš vorbereitete Hochzeit platzen und kehrt nach Prag zurück. Am Ende wendet sich alles wieder zum Guten.

## Kritik
Das Lexikon des internationalen Films benutzte zur Beschreibung des Filmes das Wort „kindertümlich“.